# Jargulica
Jargulica (makedonska: Јаргулица) är en ort i kommunen Radoviš i sydöstra Nordmakedonien. Orten ligger cirka 10 kilometer sydost om Radoviš. Jargulica hade 628 invånare vid folkräkningen år 2021.
Orten uppkom på tidigt 1000-tal och kännetecknas av de flertal floder som möts här. En av de, och också den största är floden Radoviš.
Jargulica ligger på en höjd av drygt 300 meter över havet och vid foten av berget Plačkovica som står drygt 1 500 meter över havsnivån. Även om berget är det högsta i området utmärker det sig inte utan hela sydöstra regionen är förhållandevis bergig.